# フレデリック・ガウディ

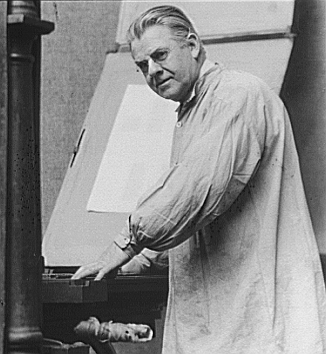
フレデリック・ガウディ

フレデリック・ガウディ（Frederic W. Goudy，1865年 - 1947年）は多くの業績で知られるアメリカ合衆国のタイプデザイナーである。有名な作品にCopperplate Gothic, Kennerley，Goudy Old Styleなどがある。1865年8月3日にイリノイ州ブルーミントンで生まれ、1947年11月5日、マールボロ＝オン＝ハドソンで没した。

## 経歴と業績
1903年、ガウディとウィル・H・ランソム（WIll H. Ransom）はイリノイ州パーク・リッジに「ヴィレッジ・プレス」を設立。これはウィリアム・モリスのアーツ・アンド・クラフツ運動に想を得た試みであった。ボストン、ニューヨークと場所を移した後、1908年にガウディはランストン・モノタイプ・マシン・カンパニーのために最初の重要なタイプフェイス「E−38」を制作する。これは「Goudy Light」としても知られている。しかし同年ヴィレッジ・プレスは火災を被り、資材およびデザインのすべてが灰燼に帰してしまう。
1911年、ガウディは最初の「ヒット作」であるKennerly Old Styleをミッチェル・ケナリー（Mitchell Kennerly）が刊行したH・G・ウェルズのアンソロジーのために制作。1915年にはもっとも広範に普及したGoudy Old Styleがアメリカン・タイプ・ファウンダース・カンパニー（American Type Founders Company）から発表され、この書体は瞬く間にこの分野の古典の仲間入りを果たすこととなった。
1920年から1947年にかけてランストン・モノタイプ社（Lanston Monotype Company）のアート・ディレクターを務めている。
1938年にはカリフォルニア大学出版局のみのためにUniversity of California Oldstyleをデザインした。この書体は1956年にランストン・モノタイプ社によって復刻され、さらに1983年にBerkeleyという名称のディジタル・フォントとして発売されることとなった。

## 逸話など
ガウディは生涯で122のタイプフェイスを制作し、59の著作をものしたが、生涯を通じてタイプデザイナーであったわけではない。「この小太りで左翼がかった気分屋紳士は、40になってシカゴの不動産屋の帳簿仕事をしている自分を見直して、人生を誤っていると悟った。大方の人間が自らが選んだ職業に身を全うしようという年齢になって、彼はほとんどゼロから再スタートし、その後の36年間で113のフォントを彫り、ヨハネス・グーテンベルクからクロード・ギャラモンまでの書物と活字の巨匠7人のだれよりも有用なタイプフェイスを生み出したのである」。
ガウディはよく知られた警句、「ブラックレターの字間を広げる輩は羊泥棒である」（"Anyone who would letterspace blackletter would steal sheep"）の作者といわれている。この警句には引用の誤りから「小文字（lowercase）の字間を…」というヴァージョンも知られている。
名前の発音に関しては、雑誌『Literary Digest』に語ったところによれば、「子供のころ、父親は一家の姓を"Gowdy"と綴っていた。これは特に明確な根拠のある綴りではないが発音には骨が折れる。しばらくして、古いスコットランド風の綴りが"Goudy"であると知り、父はそれに変えることにしたようだ。自分は何年間か遅れてそれに変えることにした。シカゴの母親はいまだに"w"で綴っている。時々"ou"を、"go"みたく長い"o"と発音する者や、"soup"とか"goo"の"ou""oo"の音、あるいはたまに"good"の"oo"みたいに発音する者がいるようだけど、私はもともとの発音である"out"の"ou"として発音している」ということである。

## 註
1. ↑  Popular Science誌1942年4月号より
2. ↑  「羊を盗む」は大罪の喩え。
3. ↑   Charles Earle Funk, What's the Name, Please?, Funk & Wagnalls, 1936.